# Khun Borom
Khun Borom (laotisch ຂຸນບູຮົມ (alte Orthographie), ຂຸນບູລົມ ALA-LC Khun Būlom [kʰǔn bǔːlóm] (neu); thailändisch ขุนบรมราชาธิราช, RTGS Khun Borom Ratchathirat [kʰǔn bɔːrom]) ist eine legendäre Figur der Tai-Völker in Südostasien, der insbesondere von den Laoten als ihr Stammvater angesehen wird. Die von ihm handelnde Legende, eine Art Schöpfungsmythos, heißt Nithan Khun Borom bzw. Bulom (ນິທານ ຂຸນບູຣົມ bzw. นิทาน ขุนบรม; „Legende von Khun Borom“).

## Mythos
Gemäß einer allgemein unter den Laoten und anderen Tai-Völkern verbreiteten Legende waren in der Urzeit Himmel und Erde noch miteinander verbunden, sodass Austausch und gegenseitige Besuche von Menschen und Gottheiten (then oder thaen) möglich waren. Die Menschen hielten sich jedoch nicht an die Gebote, weshalb die Götter sie mittels einer Sintflut vernichteten. Nur drei würdige Häuptlinge (khun) ließen sie am Leben, verbrachten sie kurzzeitig in den Himmel, sodass sie später Gründer und Leiter einer neuen Art von Menschen werden konnten. Der oberste der Götter, Phaya Then (der mit dem hinduistischen Gott Indra gleichgesetzt wird) sandte die drei Häuptlinge zurück auf die Erde und schenkte ihnen einen Wasserbüffel, der ihnen bei der Bestellung des Landes helfen sollte. Sie kamen im Land Müang Then (ein gleichnamiges reales Tai-Fürstentum gab es im heutigen Điện Biên im Nordwesten Vietnams) auf die Erde zurück.
Nach drei Jahren, in denen sie das Land urbar gemacht und Reis angebaut hatten, starb der Wasserbüffel. Aus seinen Nüstern entspross eine Schlingpflanze, aus der drei riesige Flaschenkürbisse wuchsen. Aus diesen ertönte großer Lärm, sodass die Khun sich entschlossen, die Kürbisse zu öffnen. Der erste Khun öffnete einen Kürbis mit einem Schürhaken, ihm entstiegen die relativ dunkelhäutigen indigenen Mon-Khmer-Völker, die die Tai/Lao traditionell als kha bezeichneten (heute zumeist Lao Theung genannt). Der zweite Kürbis wurde mit einer Sichel geöffnet, aus ihm kamen die hellerhäutigen Tai/Lao hervor. Aus dem dritten Kürbis (nur in manchen Versionen der Legende) entsprang eine Vielzahl von Tieren.
Als die Welt so wieder besiedelt war, vermehrten und verbreiteten sich sowohl Menschen als auch Tiere rasch. Die Khun lehrten die Menschen dann das Bauen von Häusern und den Reisanbau. Sie brachten ihnen auch die richtigen Hochzeits- und Begräbnisrituale sowie Respekt vor Eltern und Ahnen bei. Bald gab es zu viele Menschen, als dass sie sie beherrschen konnten. Sie riefen den Herrscher des himmlischen Königreichs Phaya Then um Hilfe. Die zwei weiteren von ihm gesandten khun erwiesen sich jedoch ebenfalls als überfordert (weil sie zu sehr dem Alkohol zusprachen).
Deshalb entschloss sich Phaya Then, seinen eigenen Sohn, Khun Borom, zu entsenden. Er kam auf einem Elefanten aus dem Himmel geritten, in Begleitung seiner beiden Königinnen und gefolgt von weiteren, ihm untergebenen khun, die die Insignien seiner Würde trugen. Er landete auf einem kleinen, flachen Reisfeld. Khun Borom trat ab dieser Zeit als Anführer der Tai-Völker auf. Er regierte das Gemeinwesen der Tai/Lao fünfundzwanzig Jahre lang, führte die Verwendung neuer Werkzeuge, Opferriten, Meidungsgebote sowie die Musik ein. Bis dahin waren Himmel und Erde noch mit einer Brücke oder Strickleiter aus Rattan miteinander verbunden, sodass Kommunikation zwischen den beiden Welten ohne weiteres möglich war. Diese Verbindung zerstörte Phaya Then jedoch schließlich, sodass es seither keinen direkten Kontakt mehr zwischen Menschen und Göttern gibt.

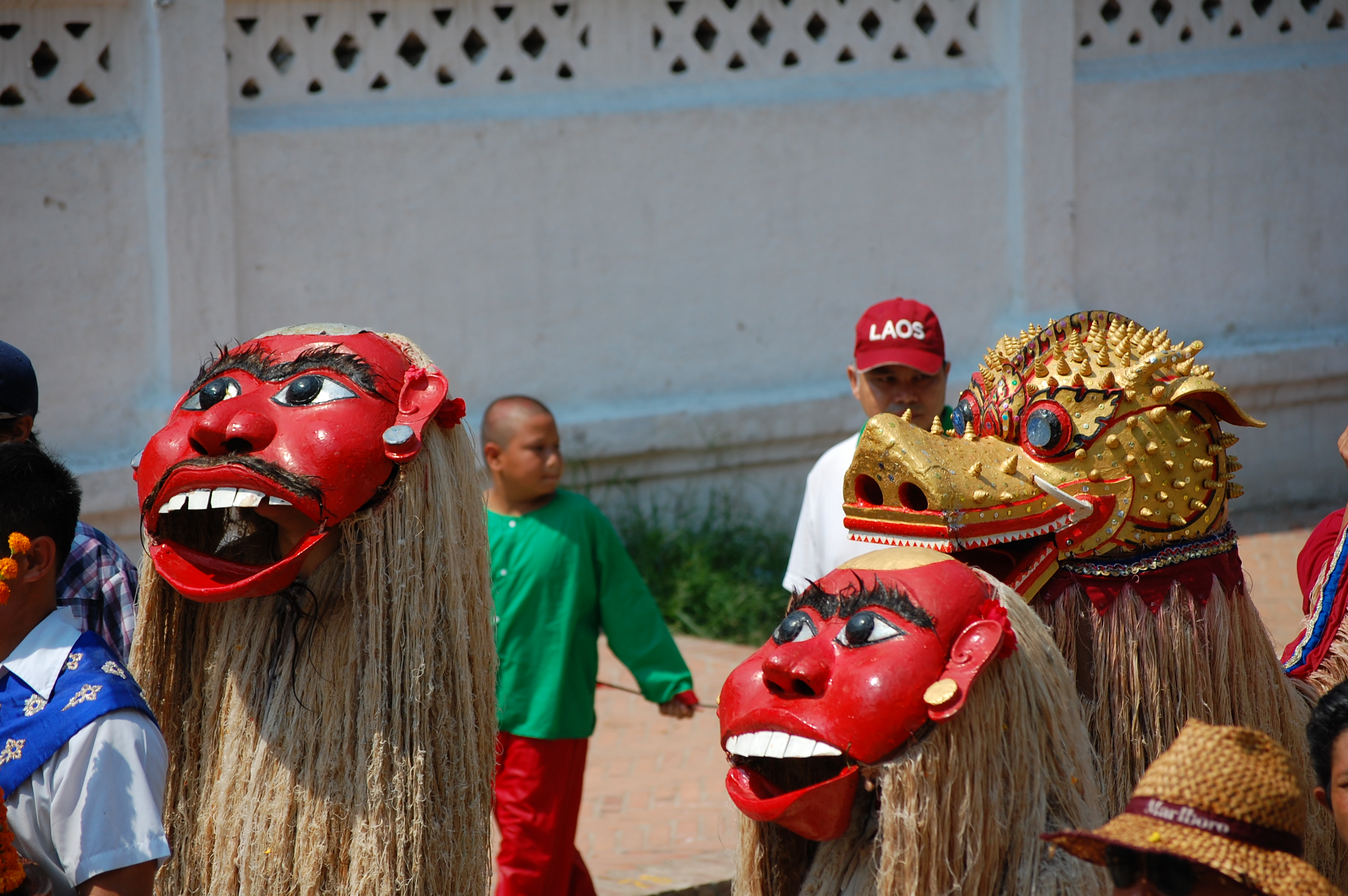
Maskierte Tänzer als Pu Nyoe und Nya Nyoe beim Laotischen Neujahrsfest in Luang Prabang

Während Khun Boroms Herrschaft begab es sich, dass eine riesige Schlingpflanze immer größer wuchs, sodass ihre Blätter die Welt vom Sonnenlicht abschirmten, was den Ackerbau unmöglich machte. Ein alter Mann und eine alte Frau, Pu Nyoe und Nya Nyoe (laotisch: ປູ່ເຍີ ຍ່າເຍີ; „großer Großvater“ und „große Großmutter“) erklärten sich bereit, die Pflanze abzuhauen, wurden jedoch, nachdem ihnen das gelungen war, von Pflanzenteilen erschlagen. Sie werden bis heute vor allem in Nordlaos verehrt, wo zum laotischen Neujahrsfest (Pi Mai) ihnen zu Ehren Tänze mit riesigen Masken aufgeführt werden. Anschließend konnten die Tai/Lao wieder ihre Nassreisfelder bestellen und die „Kha“ in den Bergen Brandrodungswirtschaft betreiben.
Als sich seine Herrschaft dem Ende zuneigte, teilte Khun Borom das Königreich der Tai unter seinen sieben Söhnen auf und sprach jedem einen Teil des Siedlungsgebiets als Herrschaftsbereich zu. Der älteste Sohn, Khun Lo, erhielt das Königreich Sawa (Müang Sua), das heutige Luang Phrabang. Die anderen herrschten der Überlieferung über Xieng Khouang, Ayutthaya und Chiang Mai (im heutigen Thailand), Sipsong Panna (in Südchina), die Shan-Staaten (im heutigen Birma) und die Tai-Staaten im Nordwesten des heutigen Vietnam.

## Forschungsergebnisse
Die Legende wird von einigen Forschern auf reale Ereignisse der Auswanderungsbewegungen der Tai-Völker aus Südchina zurückgeführt. China, mythisch als Himmel identifiziert, gilt als deren Ursprung, und auch die Art der Erbfolge mit ihrer Teilung des Königreiches ist in allgemeiner Übereinstimmung mit den Gepflogenheiten der alten Tai-Fürstentümer, der Müang.
Mehrere Tai-Herrscher Südostasiens führten ihren Ursprung auf Khun Borom zurück:
- Fa Ngum, der Gründer des Reiches Lan Chang
- Mengrai von Chiang Mai
- U Thong, der Gründer des Königreiches Ayutthaya

Der US-amerikanische, auf Südostasien spezialisierte Historiker David K. Wyatt ging davon aus, dass der Mythos um Khun Borom Einblicke in die frühe Geschichte der Tai-Völker Südostasiens geben könne. Versionen der Legende finden sich bereits 698 in Xieng Khouang und nennen Tai-Königreiche, die erst Jahre später entstehen sollten. Dies kann einen Hinweis liefern, warum die Tai-Völker über Südostasien so weit verbreitet sind.